# مولي تشايلدرز
كانت ماري الدن أوسغود تشايلدرز (14 ديسمبر 1875 - 1 يناير 1964) مناضلة وكاتبة إيرلندية أمريكية المولد. وهي ابنة الدكتور هاميلتون أوسغود ومارغريت كاشينغ أوسغود من بيكون هيل في بوسطن في ماساتشوستس. أختها الكبرى غريتشين أوسغود وارن. تزوجت مولي الكاتب والمناضل الإيرلندي إرسكين تشايلدرز. ابنهم أرسكين هاميلتون تشايلدرز هو رابع رئيس لإيرلندا.

## نشأتها وعائلتها
وُلدت تشايلدرز التي حملت اسم مولي في عائلة من بوسطن في ماساتشوستس. أُصيبت بإعاقة جسدية منذ سن الثالثة إثر حادث أثناء التزلج، درست تشايلدرز في المنزل ولم تنتقل خلال أول 12 عامًا من حياتها. كانت قادرة في النهاية على التحرك بما يكفي لركوب الخيل، لكنها لم تكن قادرة على المشي دون عكازين. كان والدها الدكتور أوسغود طالبًا لدى الدكتور لويس باستور وقضى بعض الوقت معه في فرنسا وسويسرا. مكنه بحثه مع باستور من إحضار أول دواء لمضادات داء الكلب إلى بوسطن خصوصًا والولايات المتحدة الأمريكية بشكل عام. ارتبط أصل أوسغود مباشرةً بجون كوينسي آدامز وآن هاتشينسون، وكانت مولي فخورة جدًا بذلك. شجعت والدة مولي ابنتها على القراءة ومتابعة حياتها في الأوساط الأكاديمية، لأن إعاقتها يمكن أن تحول دون عملها في وظائف أخرى. يقع منزل عائلة أوسغود في شارع بيكون بجوار مكتبة بوسطن. قضت مولي سنوات من طفولتها داخل هذه المكتبة حيث قرأت لساعات كل يوم، كان العديد من أفراد عائلة أوسغود من بين المالكين للمكتبة.

## زواجها
جلست مولي بجانب إرسكين تشايلدرز في مأدبة عشاء قدمتها عمتها في بيكون هيل في أواخر عام 1903. كان إرسكين في بوسطن في رحلة احتفالية مع اللورد دينبغ وشركة المدفعية. تزوجا بحلول يناير 1904 بعد بضعة أسابيع من علاقتهما في كنيسة الثالوث في بوسطن. وصفت إحدى جرائد بوسطن حفل زفافهما بأنه (الحفل المميز) لهذا الموسم.

## المؤسسات الخيرية
شاركت مولي خلال الحرب العالمية الأولى في عمل صعب من الناحية السياسية مع لجنة الإغاثة في بلجيكا. تنقل اللاجئون خلال وقت الحرب بسبب النزاع جراء الوضع الدبلوماسي المتغير مع ألمانيا خلال الفترة بين عامي 1915 و1918 للحصول على المساعدات التي كانوا في أمس الحاجة إليها. جمعت مولي التبرعات للاجئين مع أختها ووالدتها، ومنحها الملك جورج الخامس رتبة الإمبراطورية البريطانية في يناير عام 1918 تكريمًا لعملها. وحصلت أيضًا على جائزة ميدالية الملكة إليزابيث ملكة بلجيكا. كانت هي وزوجها إرسكين تشايلدرز أعضاء في جمعية الصليب الأبيض الأيرلندي والتي وجدت قبل جمعية الصليب الأحمر الأيرلندي، كان عملها إداريًا وكان زوجها عضوًا في اللجنة التنفيذية. كان الناشط مود جون أيضًا عضوًا في هذه المنظمة. تولت مولي منذ عام 1916 وحتى 1918 منصب السكرتير الفخري لصندوق تشيلسي للاجئي الحرب. انضمت بعد الحرب العظمى في عام 1920 إلى الرابطة النسائية الدولية للسلام والحرية، وهي واحدة من أقدم منظمات السلام في العالم، والتي دُمجت لاحقًا في منظمة اليونسكو التابعة للأمم المتحدة.

## تهمة التجسس
نشر المؤرخ مايكل فوي في عام 2006 كتابًا بعنوان «حرب مايكل كولينز الاستخباراتية: الصراع بين البريطانيين والجيش الجمهوري الإيرلندي 1919-1921». ذكر فيه أنه ربما كانت مولي تشايلدرز جاسوسة للبريطانيين خلال حرب الاستقلال الأيرلندية. تكهن فوي بأن مولي تطوعت لصالح الاستخبارات البريطانية قبل انتقال الزوجين إلى إيرلندا في عام 1918. وصف بعض المراجعين الادعاء في الصحف الأيرلندية بأنه (درامي).
اكتشف الكاتب في المحفوظات البريطانية سلسلة من التقارير الاستخباراتية تشير إلى أن امرأة تتمتع بمستوى عالٍ من العلاقات مع حزب شين فين كانت تمرر المعلومات الاستخبارية للقوات البريطانية. ولكن حُجب اسمها بالقلم الأزرق في الملفات البريطانية المخزنة في الأرشيف الوطني للمملكة المتحدة في كيو. ولاحظ المؤلف وجود أدلة تشير حسب رأيه إلى أن مولي تشايلدرز كانت هي الجاسوسة، بما في ذلك التأكيد على أن تشايلدرز لم تشارك زوجها حماسه للاستقلال الأيرلندي، وأيضًا استخدامها للأساليب الأمريكية. اقترح المؤلف أن مولي تمتلك «الصفات اللازمة للقيام بمثل هذا الدور الخطير» وأنها «أظهرت الذكاء والشجاعة والحسم والتصميم على رأيها»، لكنه أقرَّ بعدم وجود دليل قاطع على ادعائه.